# Szubsztitúció
Szubsztitúciónak (helyettesítéses reakciónak) nevezzük azt a kémiai reakciót, amelyben a szerves vegyület egy atom(csoport)ja egy másik atom(csoport)ra cserélődik ki melléktermék képződése közben.
A szubsztitúció a telített szénhidrogének (alkánok) jellemző reakciótípusa.

## Nukleofil szubsztitúció (SN)
A C−X kötést tartalmazó (X ld. lejjebb) halogénvegyületekre, protonált alkoholokra, éterekre, karbonsavakra stb. jellemző. A C−X kötés ezekben az esetekben már alapállapotban polarizált, az elektronsűrűség például a halogén környezetében sokkal nagyobb, mint a szénatom körül, a halogénatomok nagyobb elektronegativitása miatt. A szénatomon fellépő részleges elektronhiány következtében a szénatom nukleofilekkel lesz reakcióba vihető. A reakció során a C−X kötés felhasad, majd egy új kötés alakul ki a nukleofil reaktív centrumával. 
Egy reakció akkor nukleofil, ha azt elektronküldő (elektronban gazdag) – idegen szóval nukleofil – részecske indítja („indít támadást”).
Amennyiben elektront kedvelő (elektronszívó) – más néven elektrofil – helyettesítő indít támadást pl. egy benzolgyűrű ellen, úgy elektrofil szubsztitúcióról beszélünk.
A reakciók elektrofil vagy nukleofil volta – a redoxireakciókhoz hasonlóan – nézőpont kérdése. Az egyik komponens felől elektrofil, a másik irányából pedig nukleofil a reakció.

### A nukleofil szubsztitúció általános sémája
R−X+Y' → R−Y+X'
ahol
X = F, Cl, Br, I, +OH2, +OHR', O−COR', O−SO2R', O−SO3H, N2−, +SR'2
X'= F−, Cl−, Br−, I−, H2O, R'OH, R'COO−, R'SO3−, HSO4−, N2, SR'2
Y'= F−, Cl−, Br−, I−, −OH, −OR', R'COO−, −SH, −SR', SR'2, NH3, HNR'R'', NR'3, NH2NH2, NO2−, N3−, PR'3, −CN, −CH2NO2, −CH2COR
Y = F, Cl, Br, I, OH, OR', O−COR', SH, SR', +SR'2, NH2, NR'R'', +NR'3, NHNH2, NO2, N3, CN, CH2NO2, CH2COR'
Két típusát különböztetjük meg:
- SN1 unimolekuláris
- SN2 bimolekuláris

Az SN1 és az SN2 reakciók közötti különbség az, hogy eltérő reakciómechanizmussal játszódnak le, mely reakciókinetikailag magyarázható.
Általánosan igaz, hogy a reakció előrehaladtával az SN1 reakciók sebességét csupán a kiindulási anyag pillanatnyi koncentrációja határozza meg (unimolekulás reakció). A reakció sebessége független a hozzáadott reagens mennyiségétől. Ennek oka, hogy a reakcióelegyben az átalakítandó molekula (szubsztrát) olyan változáson megy keresztül (például Cl− lehasadása), ami stabil, elektronhiányos centrummal rendelkező köztiterméket eredményez. Az így képződött pozitív centrumot támadja aztán a nukleofil, mely során eljutunk a folyamat végtermékéhez. Az egész folyamat tehát egy sorozatos reakció, így annak sebességét a leglassabb részfolyamat, vagyis a köztitermék képződésének a sebessége határozza meg.
SN2 reakcióban a szubsztrát mennyisége mellett a reakciósebességet meghatározza még a reagens mennyisége is a reakcióelegyben. Bimolekulás nukleofil szubsztitúció abban az esetben játszódik le, ha stabil, pozitív centrumot tartalmazó intermedier kialakulására nincs lehetőség. Erre jó példa az alifás lánc primer szénatomjának nukleofil szubsztitúciója. Ilyenkor ugyanis a megfelelő molekula vagy ion lehasadásával egy primer karbéniumion (−C+−) keletkezne, mely kevéssé stabilis (ellentétben a magas rendűségű karbéniumionnal). Ezért a távozó csoport (mely a támadó csoportnál gyengébb nukleofil – lásd Lewis savak és bázisok) lehasadásával párhuzamosan történik az új csoport molekulába való bekötése.
SN1 reakció mechanizmusa:
SN2 reakció mechanizmusa:

## Elektrofil szubsztitúció (SE)

### Aromás vegyületek szubsztitúciós reakciói
Az aromás vegyületek (például a benzol) delokalizált elektronrendszere különleges stabilitást biztosít a molekuláknak. Legjellemzőbb reakciójuk a szubsztitúció, melynek végén az aromás elektrongyűrű újra kialakul. A leggyakrabban az alábbiakkal történnek szubsztitúciós reakciók: Br+, Cl+, SO3, NO2+, R+, RCO+ (brómozás, klórozás, szulfonálás, nitrálás, alkilezés, acilezés).
Példák aromás vegyületek szubsztitúciós reakcióira:
- fenol nitrálása, brómozása
- deutériummal jelzett benzolszármazékok előállítása

## Gyökös szubsztitúció (SR)
- alkánok halogén-szubsztitúciója (UV-sugárzás/erős hő hatására)

A gyökös szubsztitúció olyan helyettesítési reakció, melyet az előzőleg képződött gyök(ök) indítanak. Gyök többféle módon is képződhet egy molekulából. Ezek közül legfontosabb a fény és a hőmérséklet hatására bekövetkező gyökképződés. Molekulából (pl. klór) csak akkor képződhet gyök, ha a molekula disszociációja szimmetrikusan megy végbe. Ellenkező esetben ionok képződnek:
CH4 + Cl2 → CH3Cl + HCl